# Jakobinenstraße (metropolitana di Norimberga)
La stazione di Jakobinenstraße è una stazione della metropolitana di Norimberga, servita dalla linea U1.

## Storia
La stazione di Jakobinenstraße venne attivata il 20 marzo 1982, come capolinea della tratta da Eberhardshof; rimase capolinea fino al 7 dicembre 1985, quando la linea venne prolungata fino alla stazione centrale di Fürth.

## Interscambi
- Fermata autobus[2]